# La Barbe à papa (film)
Pour les articles homonymes, voir Barbe à papa (homonymie).
Pour plus de détails, voir Fiche technique et Distribution.
La Barbe à papa (titre original : Paper Moon) est un film américain réalisé par Peter Bogdanovich, sorti en 1973.

## Synopsis
Dans les années 1930, dans le Middle West, Moses Pray, qui vit d'escroqueries, découvre à l'enterrement de son ancienne maîtresse, l'existence de sa fille Addie âgée de neuf ans. Il accepte d'emmener Addie depuis le Kansas chez une tante dans le Missouri pour qu'elle l'élève. Pendant le trajet, leurs rapports sont tendus. Petit à petit, elle commence à l'apprécier, et ils réalisent ensemble des arnaques pour gagner de l'argent.
En cours de route, Moses embarque Trixie Delight et son aide Imogene, une adolescente. Addie n'apprécie pas Trixie Delight : elle se fait acheter des vêtements par Moses, sa présence les empêche de continuer les combines qui rapportaient de l'argent, et elle prend la place à côté du conducteur, ce qui relègue Addie dans la malle. Addie met alors en place une combine avec l'aide d'Imogene : elle amène Trixie à coucher avec un réceptionniste d'hôtel, et fait en sorte que Moses les surprenne. Moses décide alors de partir sans Trixie.
Dans une autre ville, ils repèrent un trafiquant d'alcool. Découvrant l'emplacement du stock, ils le volent, puis le revendent au trafiquant, qui ignore acheter son propre alcool. Cependant, juste après l'échange, le shérif les arrête et cherche l'argent de la transaction : ils comprennent que le policier et le trafiquant sont de mèche. Ils arrivent à s'enfuir, mais le shérif les retrouve dans une autre juridiction, l'état voisin du Missouri où ils viennent d'arriver. Le shérif ne peut pas légalement les arrêter, alors il roue Moses de coups et prend son argent.
Moses et Addie se rendent finalement chez la tante. Addie est déposée et Moses repart. Elle fait connaissance avec sa tante, mais s'enfuit rapidement pour rejoindre Moses. Ils partent en voiture.

## Fiche technique
- Titre : La Barbe à papa
- Titre original : Paper Moon
- Réalisation : Peter Bogdanovich
- Scénario : Alvin Sargent d'après le roman Addie Pray de Joe David Brown
- Producteur : Peter Bogdanovich
- Producteur associé Frank Marshall
- Société de production: Paramount Pictures (France)
- Musique : Harold Arlen
- Son : Kay Rose
- Photographie : László Kovács
- Montage : Verna Fields
- Décors : John P. Austin
- Pays d'origine : États-Unis
- Format : noir et blanc - son : mono
- Genre : comédie dramatique
- Durée : 100 minutes
- Date de sortie : 9 mai 1973 aux États-Unis et la même année en France

## Distribution
- Ryan O'Neal (VF : Bernard Murat) : Moses Pray
- Tatum O'Neal (VF : Béatrice Bruno) : Addie Loggins
- John Hillerman (VF : André Valmy) : le shérif Hardin / Jess Hardin
- Madeline Kahn (VF : Arlette Thomas) : Trixie Delight
- P.J. Johnson (VF : Maïk Darah) : Imogene

Et par ordre d'apparition :
- Jessie Lee Fulton : miss Ollie
- James N. Harrell : le prêtre
- Lila Waters : la femme du prêtre
- Noble Willingham (VF : Michel Gatineau) : monsieur Robertson
- Bob Young : le pompiste
- Jack Saunders : le chef de gare
- Jody Wilbur : une serveuse au café
- Liz Ross : Pearl, la veuve Morgan
- Yvonne Harrison : Marie, la veuve Bates
- Ed Reed : l'homme de loi à la maison Bates
- Dorothy Price : la vendeuse de rubans
- Eleanor Bogart : Elvira, la veuve Stanley
- Dorothy Forster : Edna, la veuve Huff
- Lana Daniel : la petite amie de Moses
- Herschel Morris : le barbier
- Dejah Moore : la vendeuse au billet de 20 $
- Ralph Coder : le patron du magasin
- Kenneth Hughes : le crieur de la tente au harem
- George Lillie : le photographe
- Burton Gilliam : Floyd, le réceptionniste de l'hôtel
- Floyd Mahaney : Beau, l'adjoint d'Hardin
- Gilbert Milton : le père de Leroy
- Randy Quaid (VF : Jacques Dynam) : Leroy
- Tandy Arnold : un frère de Leroy
- Dennis Beden : un frère de Leroy
- Vernon Schwanke : un frère de Leroy
- Hugh Gillin : le second adjoint d'Hardin
- Art Ellison : le gentleman de la mine d'argent
- Rose-Mary Rumbley : la tante Billie

## Récompenses et distinctions

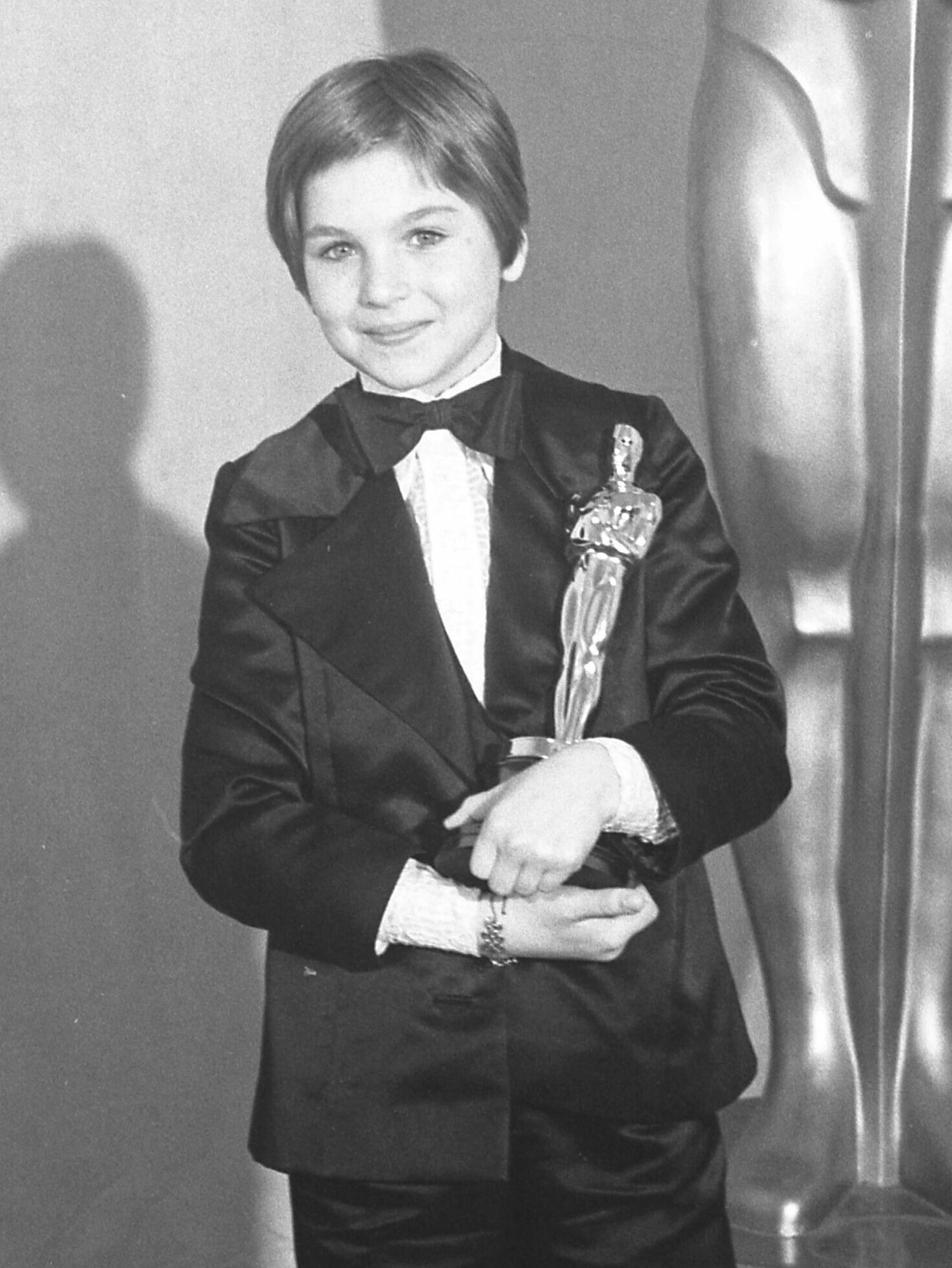
Tatum O'Neal lors de la cérémonie des Oscars en 1974.

### Récompenses
- Academy Awards 1974 : Oscar de la meilleure actrice second rôle pour Tatum O'Neal qui, à l'âge de 10 ans, devient la plus jeune gagnante dans une catégorie officielle.

### Nominations
- Academy Awards 1974 :
  - Nomination de la meilleure actrice second rôle pour Madeline Kahn
  - Nomination du meilleur son pour Richard Portman et Les Fresholtz
  - Nomination du meilleur scénario pour Alvin Sargent
- Golden Globe 1974 :
  - Nomination de la meilleure comédie
  - Nomination du meilleur acteur dans une comédie: Ryan O'Neal
  - Nomination de la meilleure actrice dans une comédie: Tatum O'Neal